# 디 어드벤처스 오브 슈퍼 마리오 브라더스 3
《디 어드벤처스 오브 슈퍼 마리오 브라더스 3》(The Adventures of Super Mario Bros. 3)는 미국의 텔레비전 애니메이션이다. 닌텐도의 《마리오》 비디오 게임 시리즈 중 《슈퍼 마리오 브라더스 3》에 기반했다. 《더 슈퍼 마리오 브라더스 슈퍼 쇼》 애니메이션 편성의 후속편에 해당하는 작품으로 세영동화가 다시 작화를 맡았다. NBC를 통해 1990년 9월 8일부터 12월 1일까지 총 13화로 방영됐다.

## 개요
《더 슈퍼 마리오 브라더스 슈퍼 쇼》에 이은 두 번째 마리오 애니메이션으로 전작과는 달리 실사장면을 생략했다. 1988년 비디오 게임 《슈퍼 마리오 브라더스 3》에 기반했다. 키노피오 역의 존 스토커와 쿠파 역의 하비 아킨를 제외하고 성우진을 완전히 교체했다. 세영동화가 제작을 연임했다.